# Meroe
Meroe (Mèroe; meroitico: Medewi o Bedewi; egizio: Mrw.(t); greco: Μερόη; latino: Merŏē; in arabo مرواه‎?, Meruwah) è il nome di un'antica città posta sulla riva orientale del Nilo, a circa 6 km a nord-est della stazione di Kabushiya vicino a Shendi (Sudan), circa 200 km a nord della capitale Khartum. Nei pressi del sito si trovano alcuni villaggi chiamati Bragrawiyah. Meroe fu la capitale del regno di Kush per molti secoli. La città ha dato il nome di Isola di Meroe per il Butaana, una regione circondata da tre lati dal fiume Nilo.
La città di Meroe era ai margini del Butana. C'erano altre due città meroitiche a Butana: Musawwarat es-Sufra e Naqa. Il primo di questi siti ricevette il nome Meroë dal re persiano Cambise, in onore di sua sorella chiamata con quel nome. La città aveva originariamente portato l'antica denominazione Saba, dal nome del fondatore originale del paese. L'eponimo Saba, o Seba, prende il nome da uno dei figli di Cush (Genesi 10: 7). La presenza di numerosi siti meroitici all'interno della regione occidentale della Butana e al confine della Butana vera e propria è significativa per l'insediamento del nucleo della regione sviluppata. L'orientamento di questi insediamenti mostra l'esercizio del potere statale sulla produzione di sussistenza.
Il Regno di Kush fu una delle compagini statali che fiorirono lungo il medio corso del Nilo. È uno dei primi e più impressionanti stati trovati a sud del Sahara. Guardando la specificità dei primi stati circostanti nel mezzo del Nilo, la comprensione di Meroë in combinazione con gli sviluppi storici di altri stati storici può essere migliorata osservando lo sviluppo delle caratteristiche delle relazioni di potere all'interno di altri stati della Valle del Nilo. Il sito dell'antica città è caratterizzato da oltre due centinaia di piramidi, di cui molte in rovina, suddivise in tre gruppi ed è stato dichiarato Patrimonio dell'umanità dall'UNESCO nel 2011.

## Storia

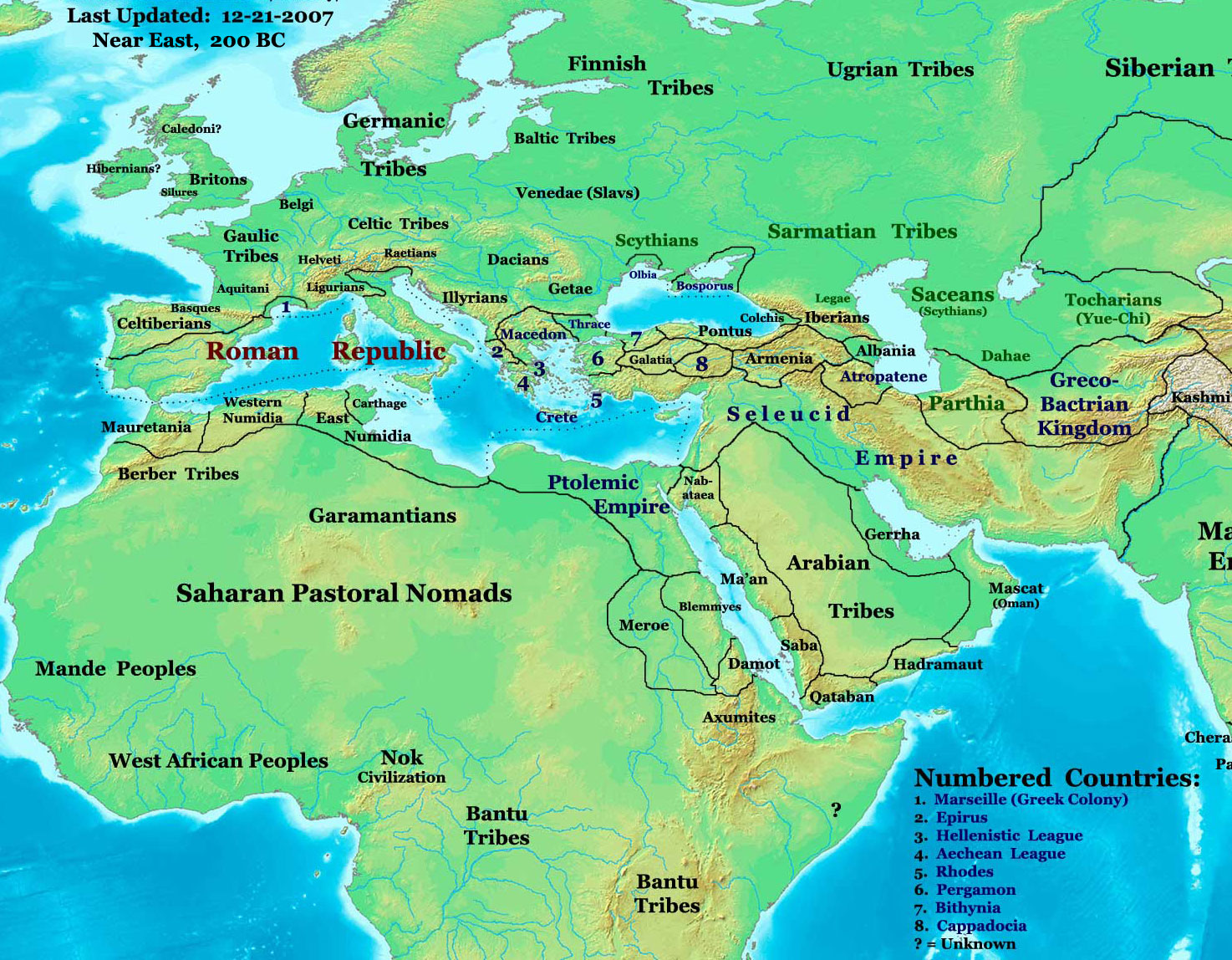
Il Medioriente nel 200 a.C.: si notano il Regno di Kush e gli stati vicini.

Meroe fu inizialmente la capitale meridionale del Regno di Kush, entità statale che esistette dall'800 a.C. fino al 350, la cui capitale principale era più a nord, a Napata. Il re Aspelta trasferì la capitale a Meroe, a sud di Napata, forse nel 591 a.C., subito dopo il sacco dell'antica capitale da parte del faraone Psammetico II.
Martin Meredith ipotizza che i sovrani kushiti scelsero Meroe, tra la quinta e la sesta cataratta, perché era ai margini della fascia delle piogge estive, e la zona era ricca di minerale di ferro e legno duro per la lavorazione del ferro. La posizione consentiva anche l'accesso alle rotte commerciali verso il Mar Rosso . La città di Meroe si trovava lungo il medio Nilo, che è di grande importanza a causa delle inondazioni annuali della valle del fiume Nilo e il collegamento a molti dei principali sistemi fluviali come il Niger che ha contribuito alla produzione di ceramica e ferro caratteristici del Meroitico regno che ha permesso l'ascesa al potere della sua gente. Secondo testi meroitici parzialmente decifrati, il nome della città era Medewi o Bedewi.

### Primo periodo meroitico (542-315 a.C.)
I re kushiti governavano sia su Napata sia su Meroe. La prima era la capitale religiosa in quanto sede del tempio di Amon, mentre Meroe era la capitale politica e residenza del sovrano. I re e molte regine sono sepolte a Nuri, alcune regine sono sepolte a Meroe, nel cimitero occidentale. Il primo re fu Analmaye (542-538 a.C.), l'ultimo re del primo periodo fu Nastasen (335-315 a.C.). Nel V secolo a.C. lo storico greco Erodoto descrisse Meroe come "una grande città [...] che si dice fosse la città madre degli altri etiopi".
Gli scavi hanno rivelato prove di importanti sepolture kushite d'alto rango, del Periodo Napata (c. 800-280 a.C.) presso l'insediamento chiamato Cimitero occidentale. L'importanza della città aumentò gradualmente nel Periodo Meroitico, durante il regno di Arakamani (280 a.C. circa), quando il cimitero reale fu trasferito a Meroë da Napata. Le sepolture reali formavano il complesso noto come "Piramidi nubiane", contenenti le sepolture dei re e delle regine di Meroë dal 300 a.C. al 350 d.C.

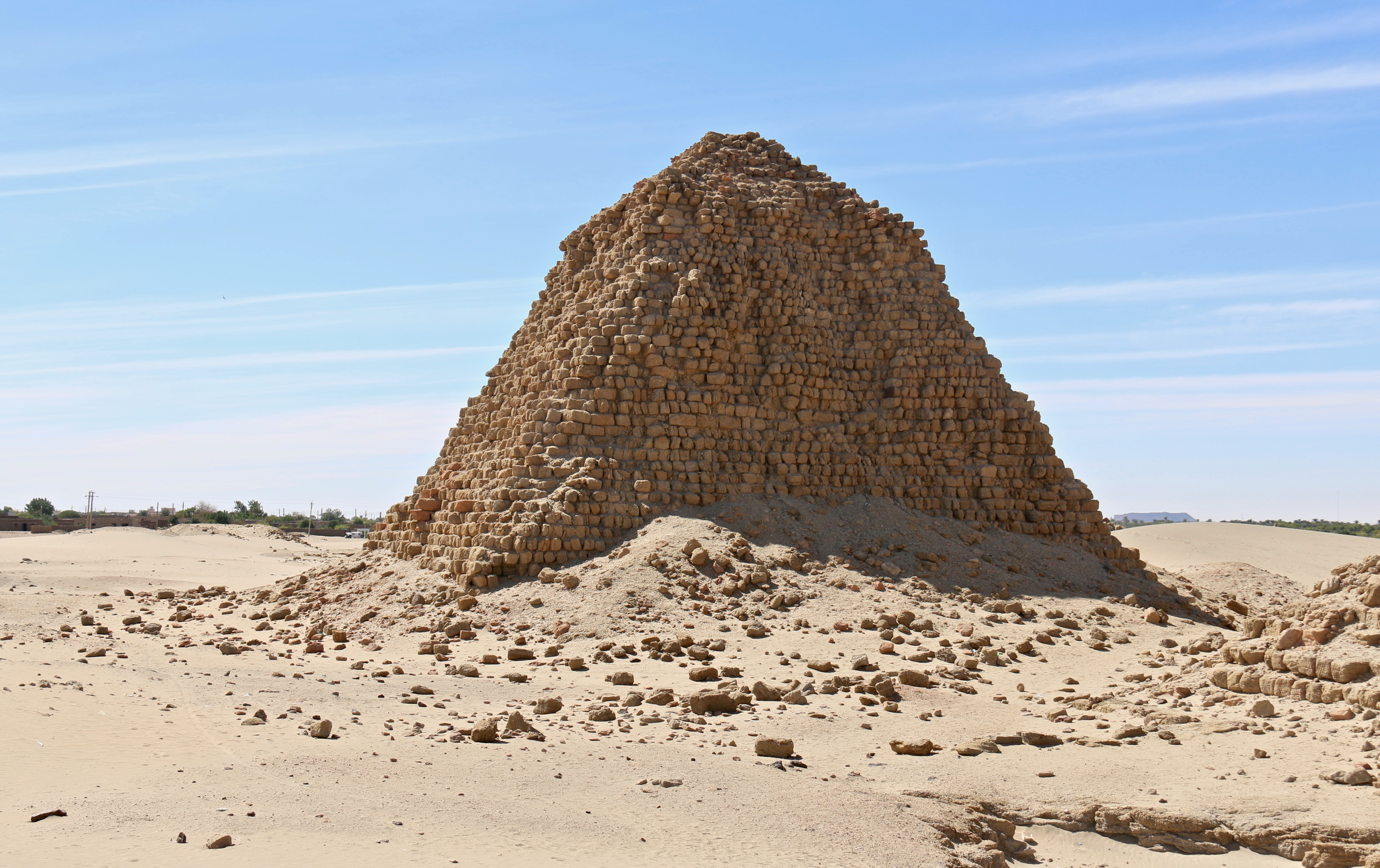
La piramide di Karkamani (513-503 a.C.) a Nuri
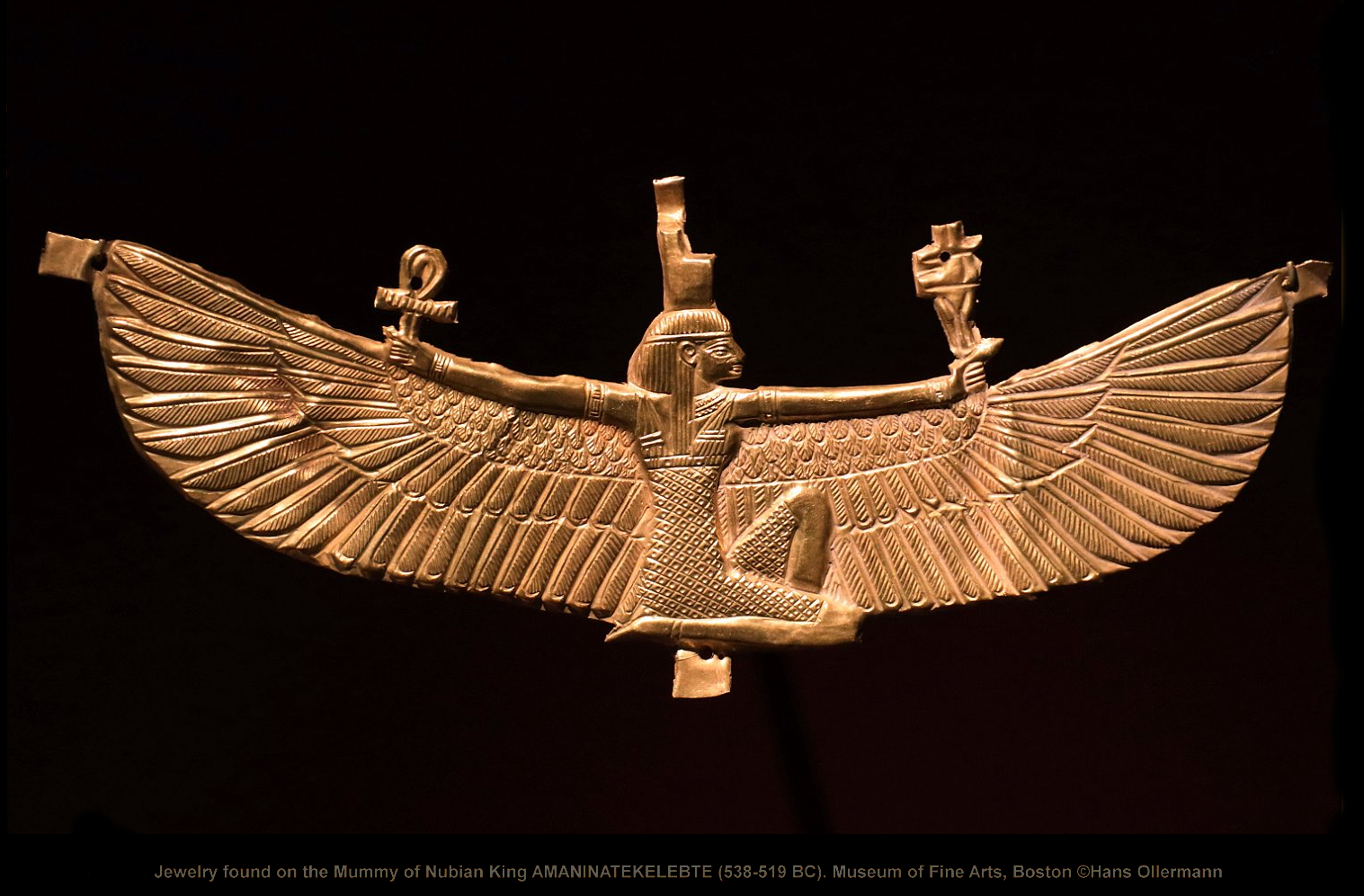
Gioielli della mummia del re kushita Amaninatakilebte (538-519 a.C.) - Museum of Fine Arts (Boston).
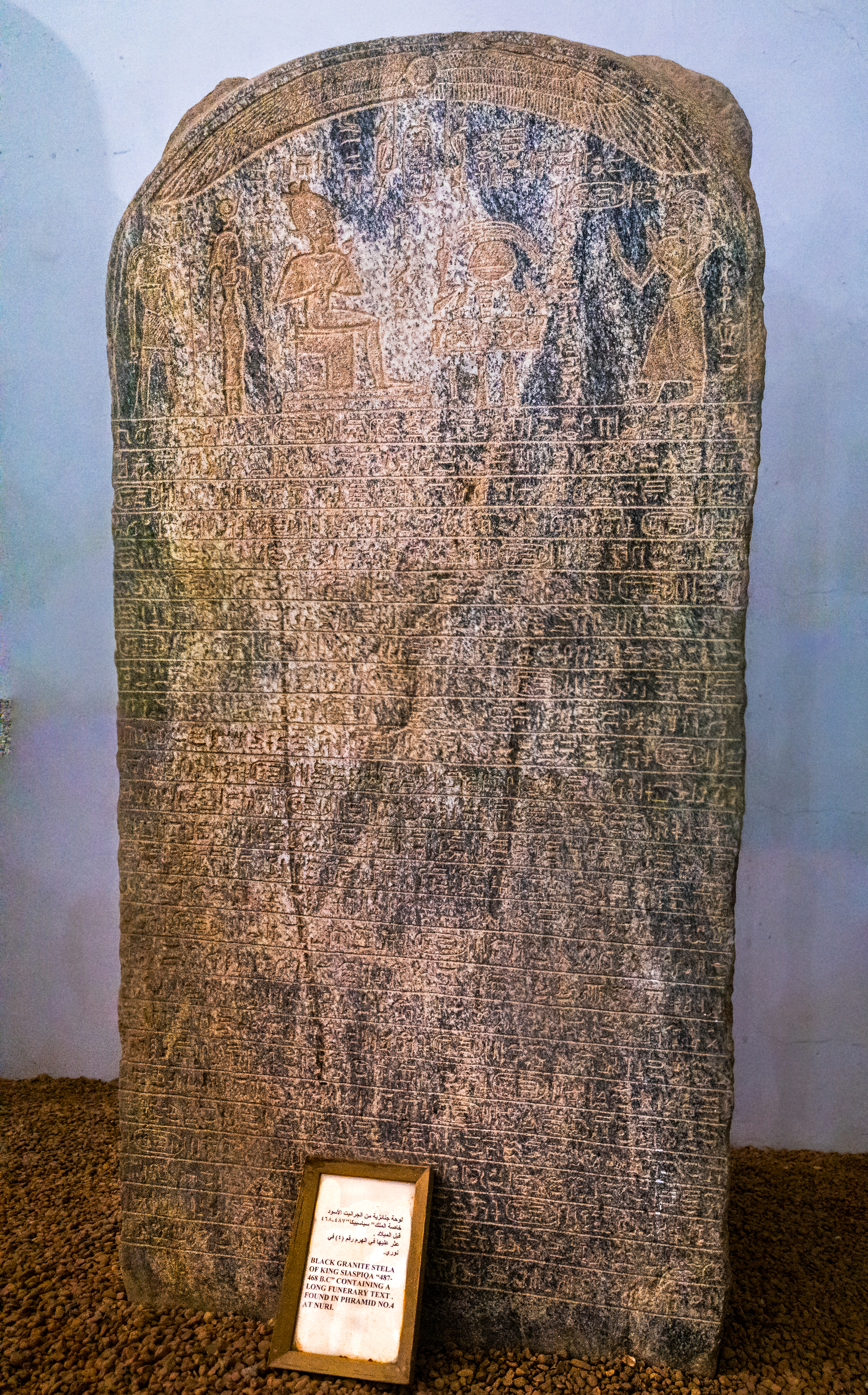
Stele del re Siaspiqa (487–468 a.C.)
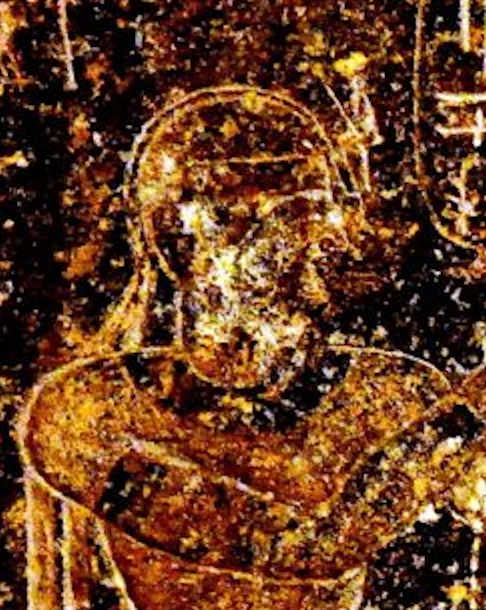
Ritratto del re Nastasen (330-310 a.C.)

### Secondo periodo meroitico (III secolo a.C.)
La sede del governo, il palazzo reale e le sepolture reali si trovavano a Meroe. L'unica importanza di Napata era il Tempio di Amon. Il primo re del periodo è Aktisanes (inizi del III secolo a.C.), l'ultimo re del periodo è Sabrakamani (prima metà del III secolo a.C.)

### Terzo periodo meroitico (270 a.C.-I secolo d.C.)
La sede del governo e il palazzo reale si trovano a Meroe. I re sono sepolti a Meroe, nel cimitero nord, e le regine nel cimitero ovest. L'unica importanza di Napata è il Tempio di Amon. Meroe fiorisce e vengono intrapresi molti progetti di costruzione. Il primo re del periodo fu Arakamani (270-260 a.C.), l'ultimo sovrano la regina Amanitore (fine I secolo).
Molti bei manufatti sono stati trovati nelle tombe meroitiche di questo periodo.

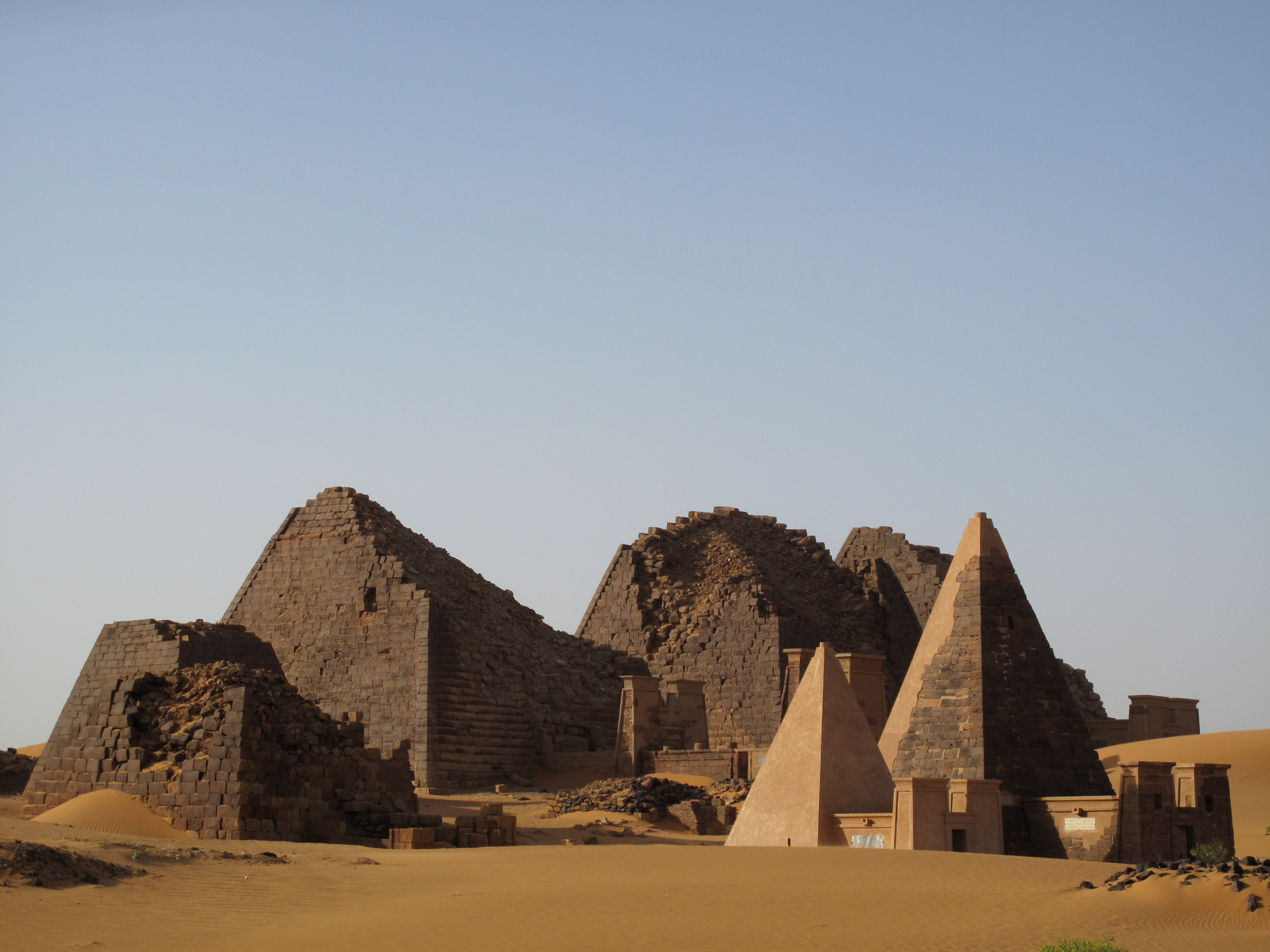
Piramidi nubiane - cimitero settentrionale
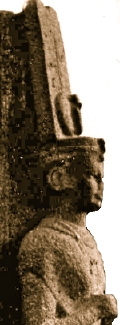
La regina Shanakdakhete (170-150 a.C.)
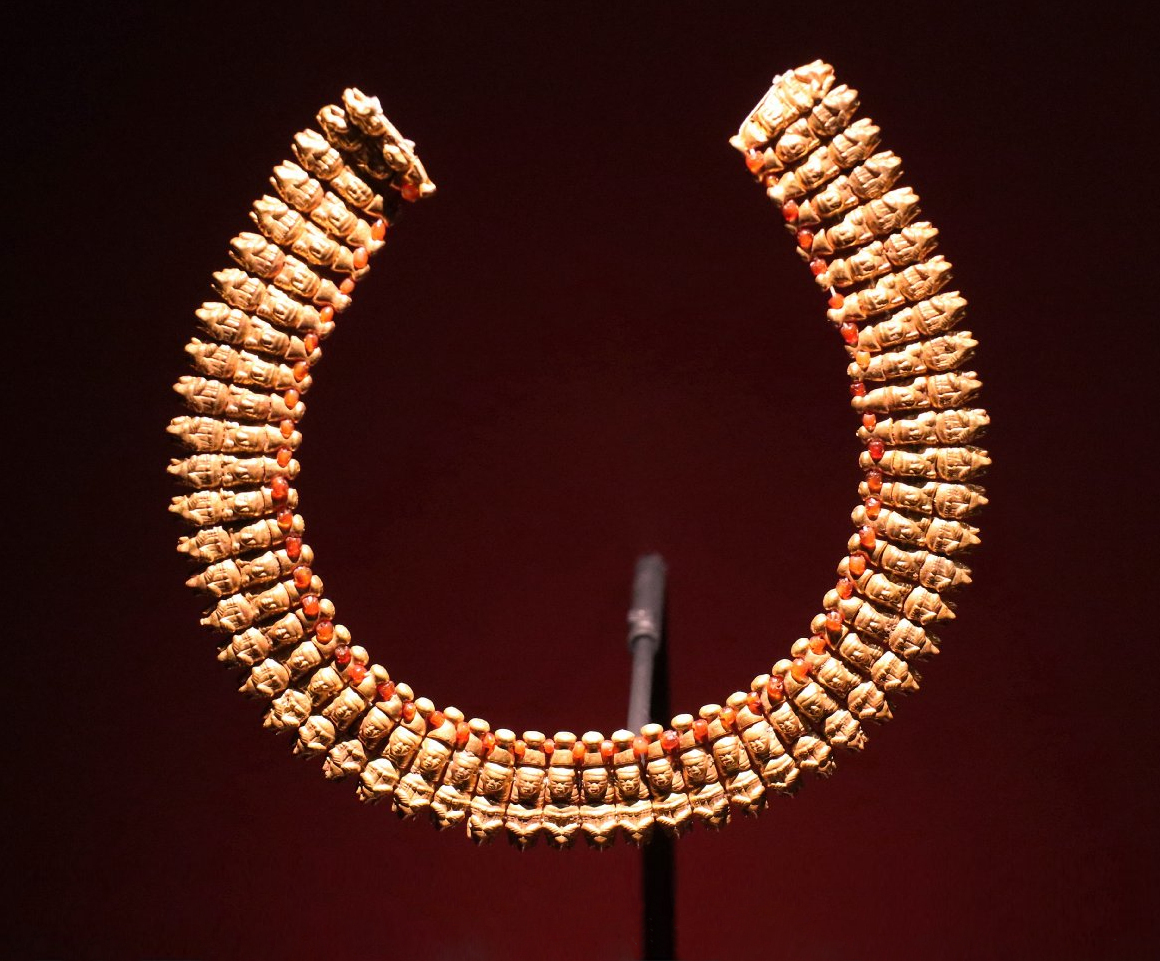
Collana meroitica in oro del 270-50 a.C.
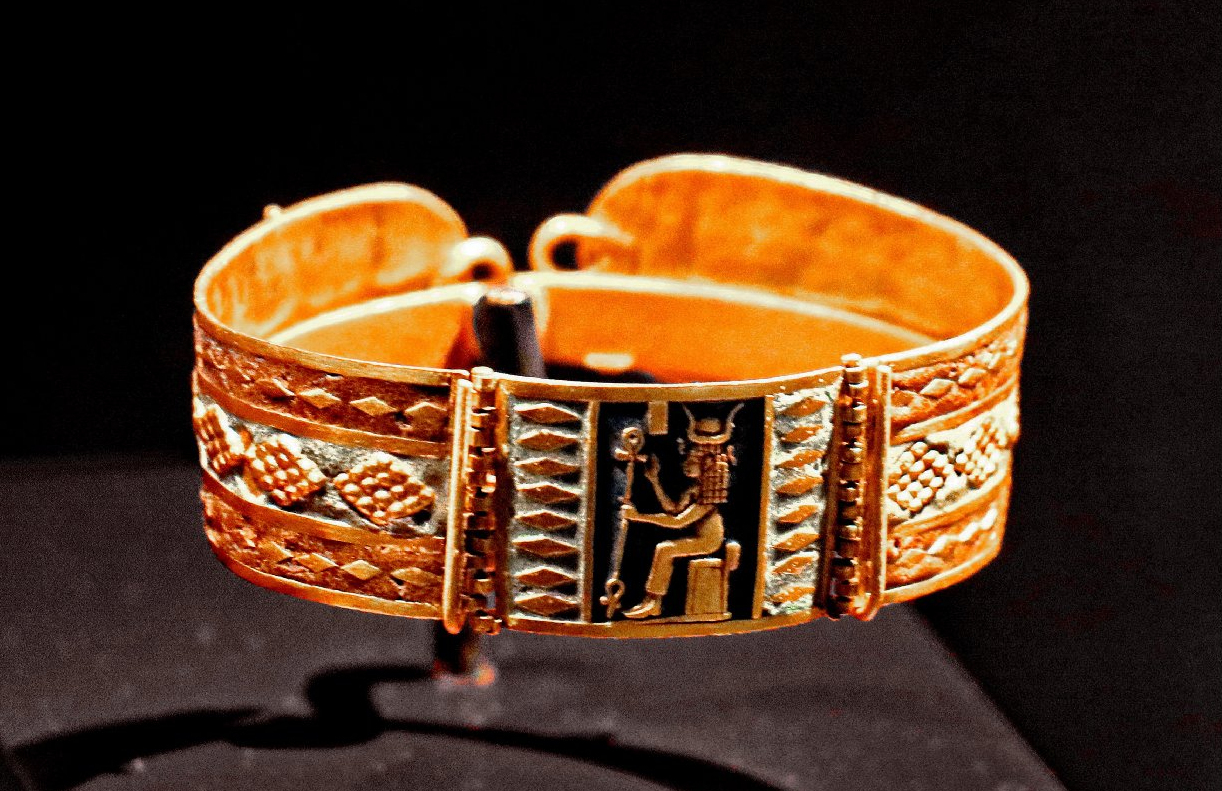
Braccialetto meroitico in oro da un membro della famiglia reale trovato a Jebel Barkal del 250-100 a.C.
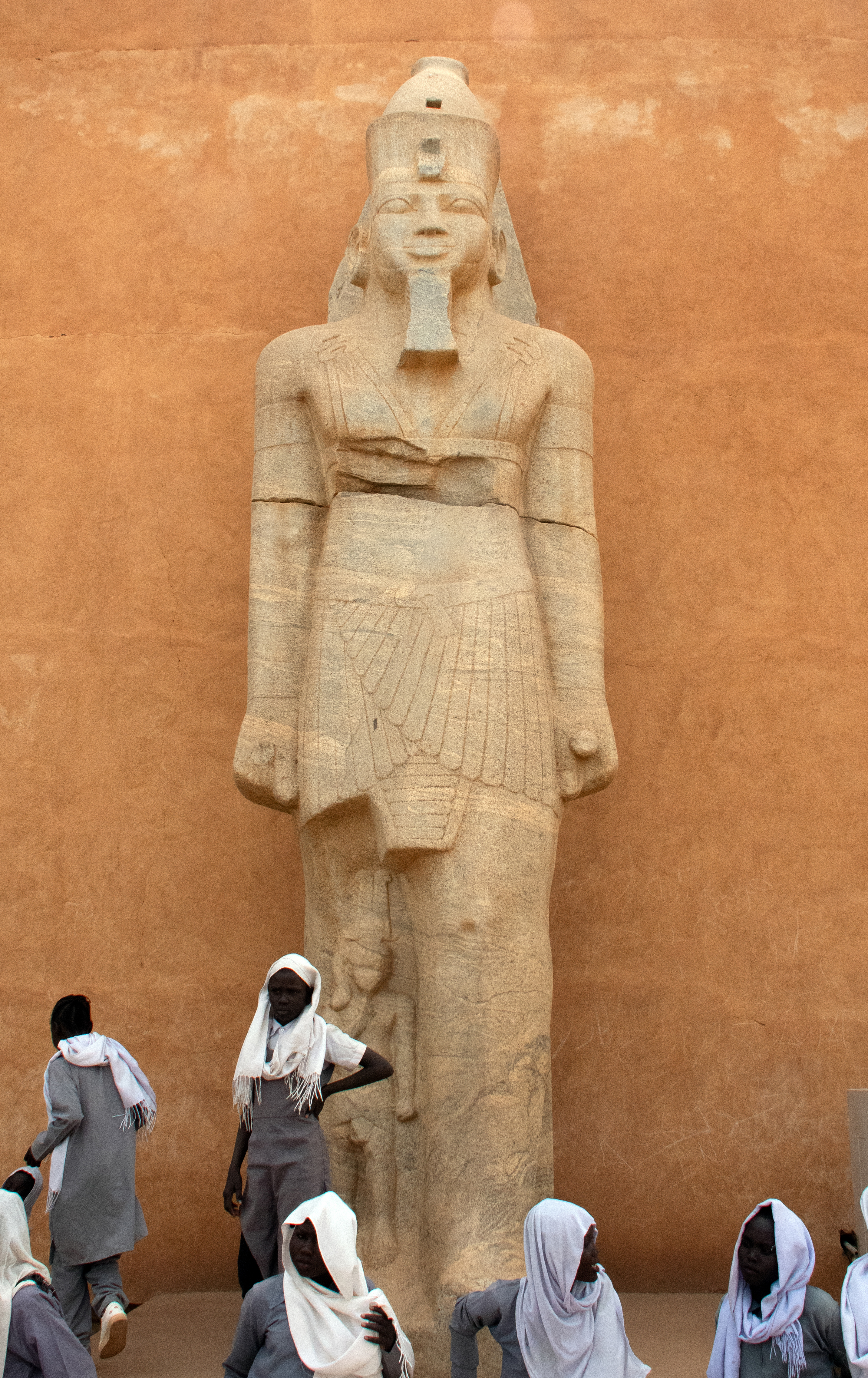
Re Natakamani (inizio del I secolo a.C.)

#### Meroe e Roma
La conquista dell'Egitto da parte di Roma portò a schermaglie di confine e incursioni di Meroe oltre i confini romani. Nel 23 a.C. il governatore romano d'Egitto, Publio Petronio, per porre fine alle incursioni meroitiche, invase il Kush in risposta a un attacco nubiano contro l'Egitto meridionale, saccheggiando il nord della regione e saccheggiando Napata (22 a.C.) prima di tornare a casa. Per rappresaglia, i Nubiani attraversarono il confine inferiore dell'Egitto e saccheggiarono, tra le altre cose, molte statue dalle città egiziane (la testa di una statua dell'imperatore Augusto fu sepolta sotto i gradini di un tempio - è ora conservato al British Museum) vicino alla prima cataratta del Nilo ad Assuan. Le forze romane in seguito recuperarono molte delle statue intatte, e altre furono restituite in seguito al trattato di pace firmato nel 22 a.C. tra Roma e Meroë sotto Augusto e Amanirenas, rispettivamente. 

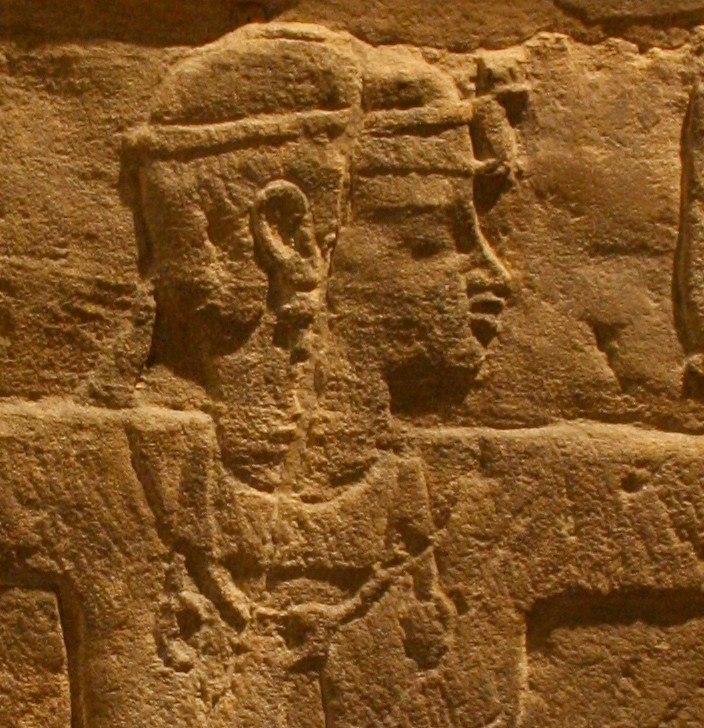
Rilievo della Candace Amanitore, circa 50.

Il successivo contatto registrato tra Roma e Meroe fu nell'autunno del 61 d.C. L'imperatore Nerone inviò nel paese un gruppo di pretoriani al comando di un tribuno e due centurioni che raggiunsero la città di Meroe dove ricevettero una scorta, quindi risalirono il Nilo Bianco fino a una regione paludosa impenetrabile che probabilmente corrisponde al Sudd. Questa spedizione segnò il limite della penetrazione romana in Africa.
Il periodo successivo alla spedizione punitiva di Petronio è segnato da abbondanti ritrovamenti commerciali nei siti di Meroë. L'archeologo britannico Laurence P. Kirwan (1907–1999) fornisce un breve elenco di reperti provenienti da siti archeologici in quel paese. Tuttavia, il regno di Meroë iniziò a svanire come potenza nel I o II secolo d.C., indebolito dalla guerra con l'Egitto romano e dal declino delle sue industrie tradizionali.
Meroe fu menzionata succintamente nel documento del I secolo d.C. Periplo del Mar Eritreo:
(Periplus Maris Erythraei, cap. 2)

### Quarto periodo meroitico (I secolo-IV secolo d.C.)

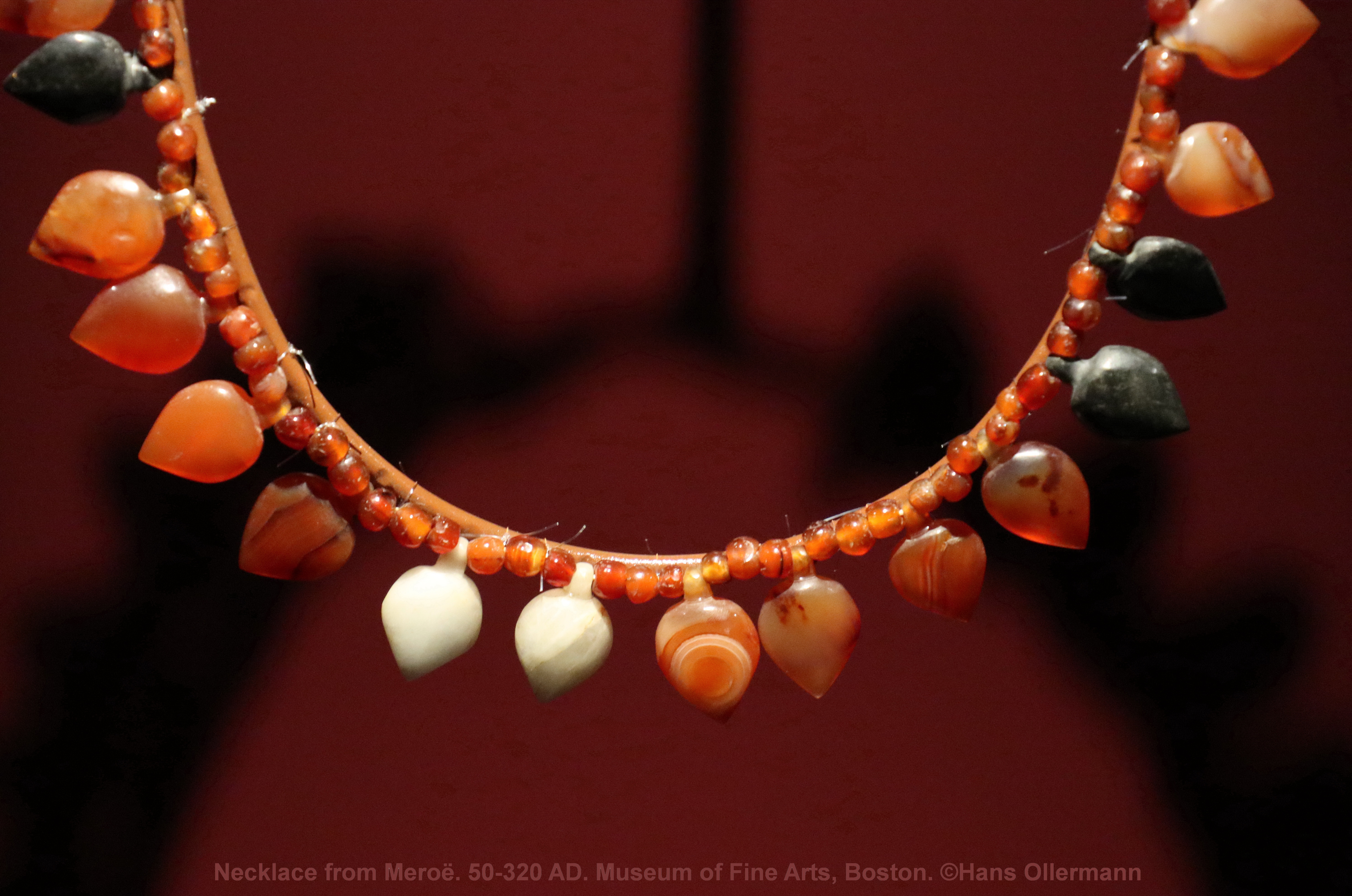
Collana meroitica 50–320 d.C. - Museum of Fine Arts (Boston).

Questo è il crepuscolo della cultura meroitica. I re sono sepolti a Meroe, nel cimitero nord, e le regine nel cimitero ovest. Nel 350 d.C. Meroe fu distrutta da Axum. Il primo re del quarto periodo fu Shorkaror (I secolo d.C.), mentre gli ultimi sovrani potrebbero essere il re Yesebokheamani o la regina Lakhideamani nel IV secolo.
Una stele in lingua ge'ez di un sovrano senza nome di Axum (prob. Ezana) fu trovata nel sito di Meroe; dalla sua descrizione, in greco, che era "re degli Axumiti e degli Omeriti", (cioè di Axum e Himyar) è probabile che questo re abbia governato intorno al 330. Mentre alcune autorità interpretano queste iscrizioni come prova che gli Axumiti distrussero il regno di Meroe, altri notano che le prove archeologiche indicano un declino economico e politico a Meroe intorno al 300. Inoltre, alcuni vedono la stele come un aiuto militare da Aksum a Meroe per sedare la rivolta e la ribellione dei Nuba. Tuttavia, al momento non sono presenti prove conclusive e prove di quale sia la visione corretta.

## Meroe nella leggenda ebraica
La tradizione orale ebraica afferma che Mosè, in gioventù, aveva guidato una spedizione militare egiziana nel Kush fino alla città di Meroë, allora chiamata Saba. La città fu costruita vicino alla confluenza di due grandi fiumi ed era circondata da un formidabile muro e governata da un re rinnegato. Per garantire la sicurezza dei suoi uomini che attraversavano quella regione desertica, Mosè aveva inventato uno stratagemma in base al quale l'esercito egiziano avrebbe portato con sé cesti di carici, ciascuno contenente un ibis che sarebbe stato liberato quando si fossero avvicinati al paese del nemico. Lo scopo degli uccelli era di uccidere i serpenti mortali che giacevano in tutto quel paese. Dopo aver posto con successo l'assedio alla città, la città fu infine soggiogata grazie al tradimento della figlia del re, che aveva accettato di consegnare la città a Mosè a condizione che egli avrebbe consumato un matrimonio con lei, sotto la solenne certezza di un giuramento.

## Civiltà

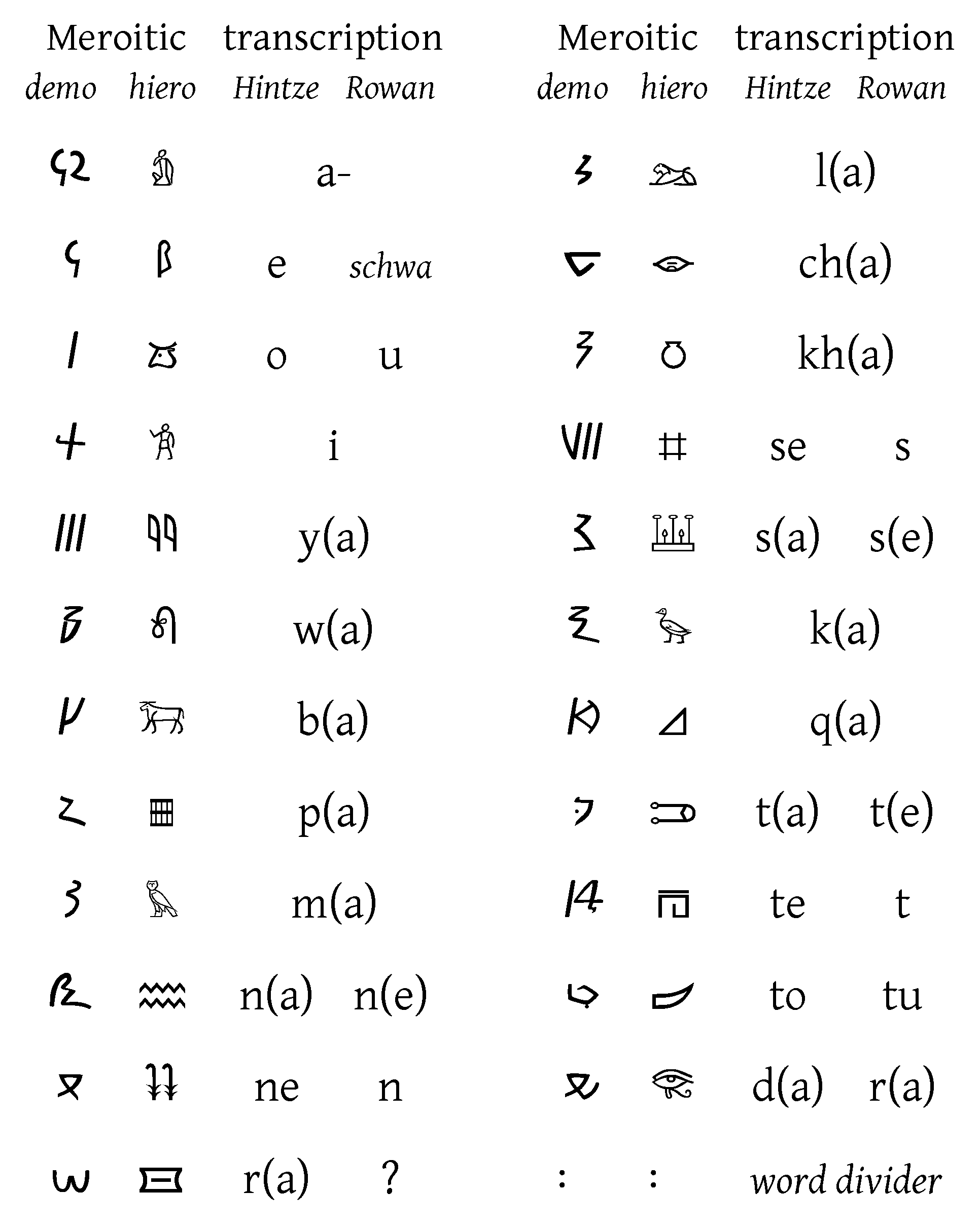
Scrittura meroitica.

Meroë era sede d'un regno fiorente la cui ricchezza era incentrata su una forte industria metallurgica, così come sul commercio internazionale che giungeva sino all'India e alla Cina. Si ritiene che la lavorazione dei metalli sia proseguita a Meroë, forse attraverso blumerie e altiforni e Archibald Sayce si riferì ad essa come "la Birmingham d'Africa", causa della percepita vasta produzione e commercio di ferro (una contesa questa è una questione di dibattito nella borsa di studio moderna).
Il controllo centralizzato della produzione all'interno dell'impero meroitico e la distribuzione di alcuni mestieri e manufatti potrebbero essere stati politicamente importanti con la loro industria del ferro e l'artigianato della ceramica che ha ottenuto l'attenzione più significativa. Gli insediamenti meroitici erano divisi tra insediamenti agricoli permanenti e semi-permanenti a seconda della prossimità delle "zone piovose" della savana.
A quel tempo, il ferro era uno dei metalli più importanti al mondo e i fabbri meroitici erano tra i migliori al mondo. Meroe esportava anche tessuti e gioielli. I loro tessuti erano a base di cotone e la lavorazione di questo prodotto raggiunse lo zenit in Nubia intorno al 400 a.C. Inoltre, la Nubia era molto ricca d'oro ed è possibile che la parola egiziana per oro, nub, fosse all'origine del nome "Nubia". Il commercio di animali "esotici" provenienti dall'estremo sud dell'Africa era un'altra importante fonte d'introiti.
A parte il commercio del ferro, la ceramica era un'industria diffusa e importante nel regno di Meroe. La produzione di articoli decorati raffinati ed elaborati era una forte tradizione nel medio Nilo. Tali produzioni avevano un notevole significato sociale e si ritiene che siano coinvolte nei riti funebri. La lunga storia delle merci importate nell'impero meroitico e la loro successiva distribuzione fornisce informazioni sul funzionamento sociale e politico dello stato meroitico. La principale determinante della produzione è stata attribuita alla disponibilità di lavoro piuttosto che al potere politico associato alla terra. Il potere era associato al controllo delle persone piuttosto che al controllo del territorio.
La sakia, veniva utilizzata per spostare l'acqua, in concomitanza con l'irrigazione, per aumentare la produzione agricola.
All'apice del dominio kushita, i re di Meroe controllavano la Valle del Nilo da nord a sud, su una distanza in linea retta di oltre 1.000 km.
Il re di Meroe era un sovrano autocratico che condivideva la sua autorità solo con la regina madre, o Candace. Tuttavia, il ruolo della Regina Madre rimane oscuro. L'amministrazione era composta da tesorieri, portatori di sigilli, capi di archivi e capi scribi, tra gli altri.
Sebbene il popolo di Meroe avesse anche divinità meridionali come Apedemak, il figlio leone di Sekhmet (o Bast, a seconda della regione), continuarono anche ad adorare gli antichi dei egizi che avevano portato con sé. Tra queste divinità c'erano Amon, Tefnut, Horus, Isis, Thoth e Satet, anche se in misura minore.
Il crollo del commercio estero kushita con altri stati della Valle del Nilo può essere considerato come una delle cause principali del declino del potere reale e della disintegrazione dello stato meroitico nel III e IV secolo d.C.

## Lingua

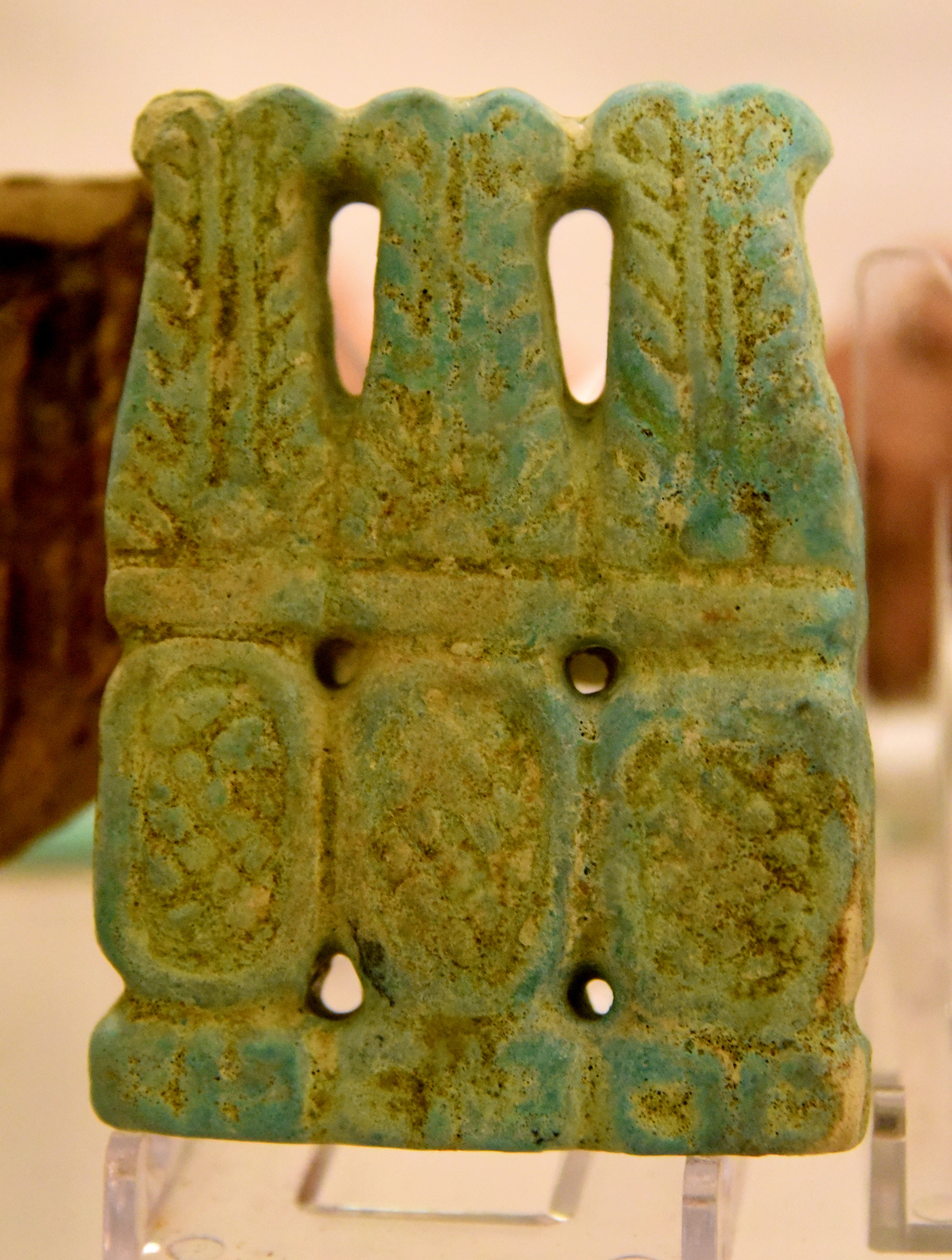
Sigillo reale meroitico - Petrie Museum of Egyptian Archaeology.

La lingua meroitica era parlata a Meroe e in Sudan durante il periodo meroitico (attestato dal 300 a.C.). Si estinse intorno al 400 d.C. La lingua era scritta in due forme dell'alfabeto meroitico: corsivo meroitico, che era scritto con uno stilo ed era usato per la registrazione generale; e geroglifico meroitico, scolpito nella pietra o usato per documenti reali o religiosi. Non è ben compreso a causa della scarsità di testi bilingue. La prima iscrizione in scrittura meroitica risale al 180-170 a.C. Questi geroglifici sono stati trovati incisi sul tempio della regina Shanakdakhete. Il corsivo meroitico è scritto in orizzontale e si legge da destra a sinistra come tutte le ortografie semitiche.
Nel III secolo a.C., un nuovo alfabeto indigeno, il meroitico, composto da ventitré lettere, sostituì la scrittura egiziana. La scrittura meroitica è una scrittura alfabetica originariamente derivata dai geroglifici egizi, usata per scrivere la lingua meroitica del regno di Kush. Fu sviluppato nel Periodo Napata (circa 700-300 a.C.) e appare per la prima volta nel II secolo a.C. Per un certo periodo è stato anche utilizzato per scrivere la lingua nubiana dei regni nubiani successori.
Non è chiaro a quale famiglia linguistica sia correlata la lingua meroitica. Kirsty Rowan suggerisce che il meroitico, come la lingua egizia, appartenga alla famiglia afro-asiatica . Basa questo sul suo inventario sonoro e fonotattico, che, propone, sono simili a quelli delle lingue afroasiatiche e dissimili da quelli delle lingue nilo-sahariane. Claude Rilly, sulla base della sua sintassi, morfologia e vocabolario noto, propone che il meroitico, come la lingua Nobiin, appartenga invece al ramo del Sudan orientale della famiglia Nilo-Sahariana.

## Archeologia

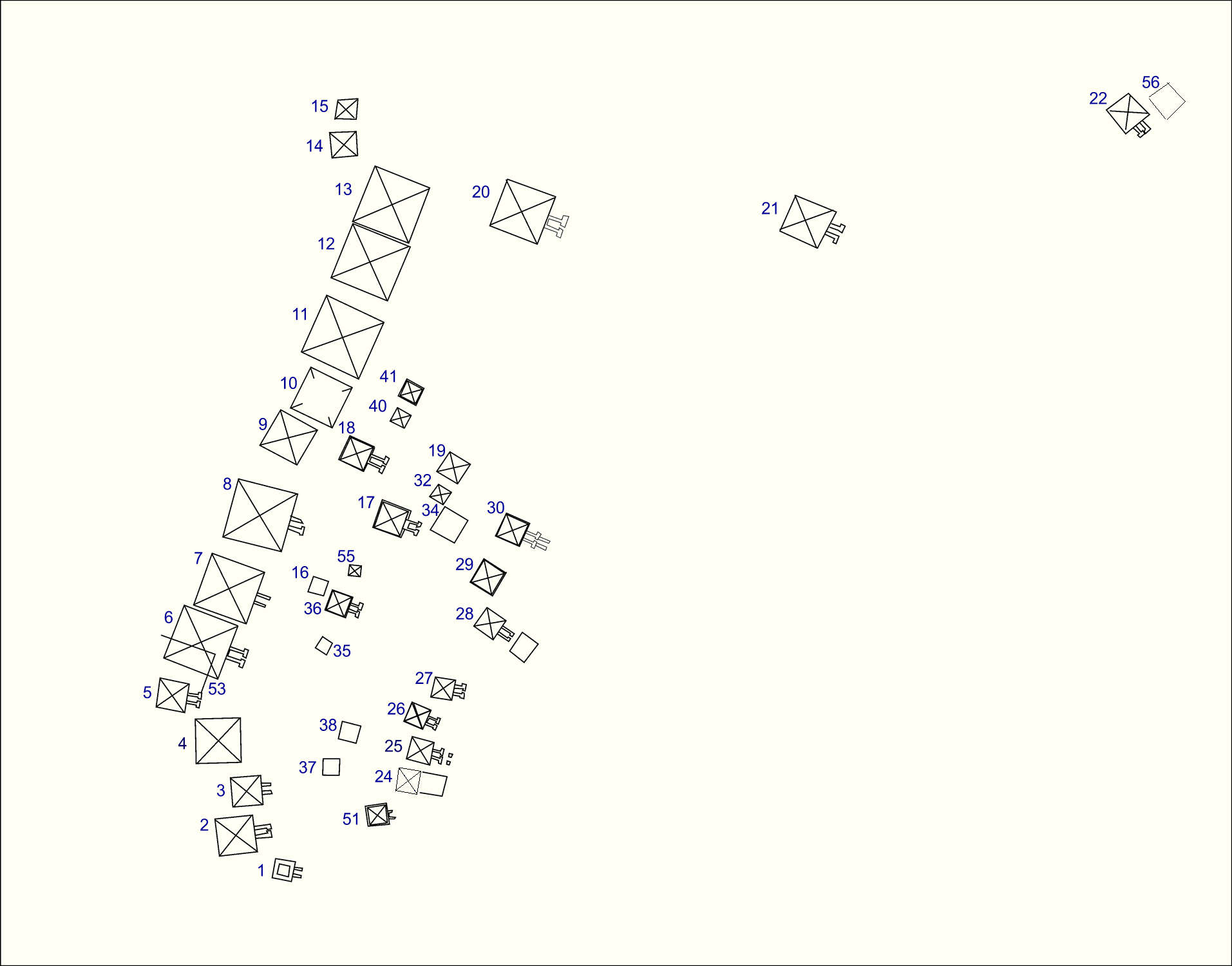
Planimetria del gruppo settentrionale delle piramidi di Meroë.

Il sito di Meroe fu portato alla conoscenza degli europei nel 1821 dal mineralogista francese Frédéric Cailliaud (1787–1869) che pubblicò un in-folio illustrato che descrive le rovine. Il suo lavoro includeva la prima pubblicazione dell'iscrizione latina conosciuta più a sud.
Come osserva Margoliouth nell'Enciclopedia Britannica del 1911, scavi su piccola scala ebbero luogo nel 1834, guidati da Giuseppe Ferlini, che, come afferma Margoliouth, "scoprì (o dichiarò di scoprire) varie antichità, principalmente sotto forma di gioielli, ora in i musei di Berlino e Monaco di Baviera". Margoliouth continua:

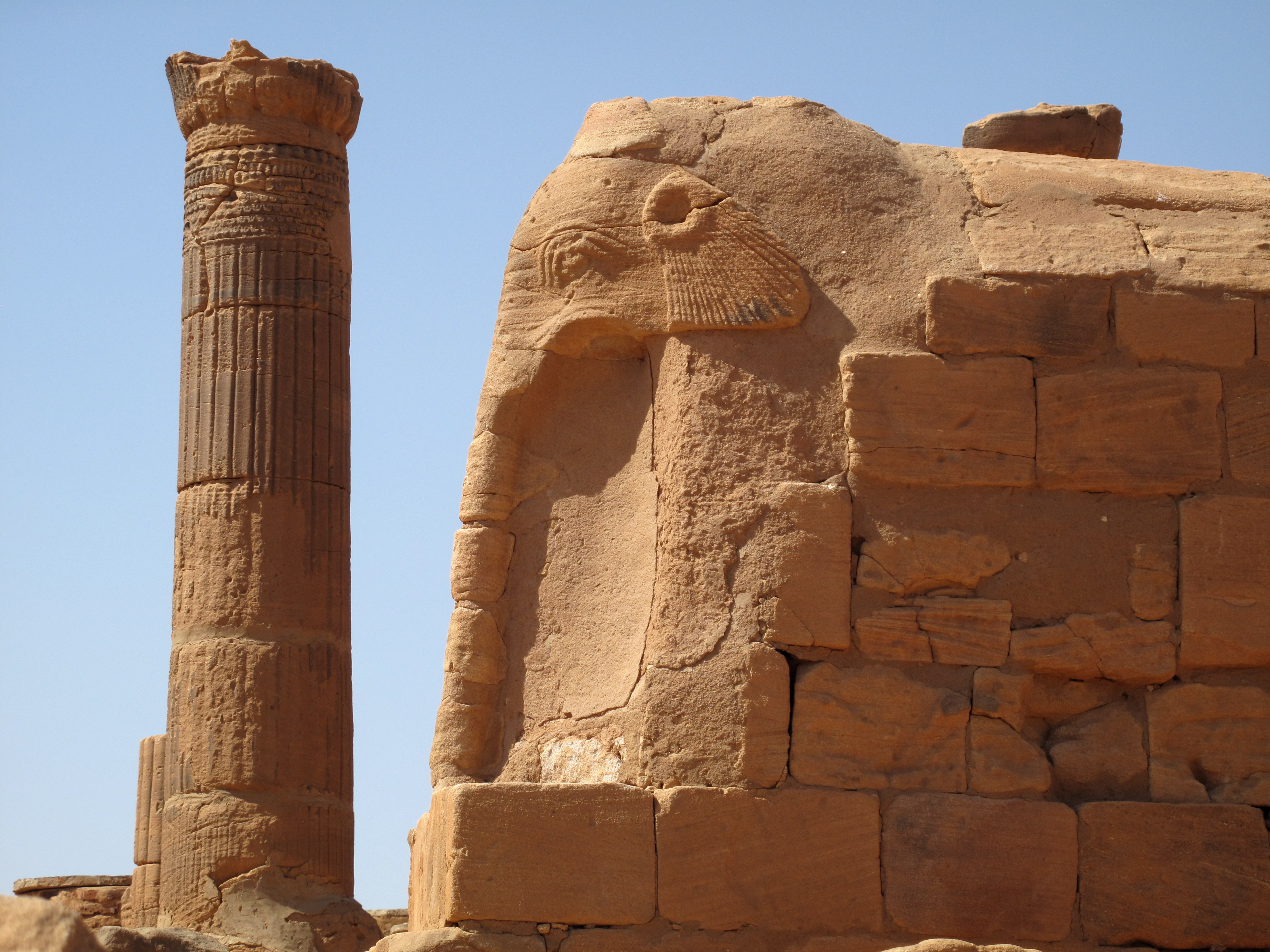
Colonna con elefante, da un tempio del complesso di Musawwarat es-Sufra
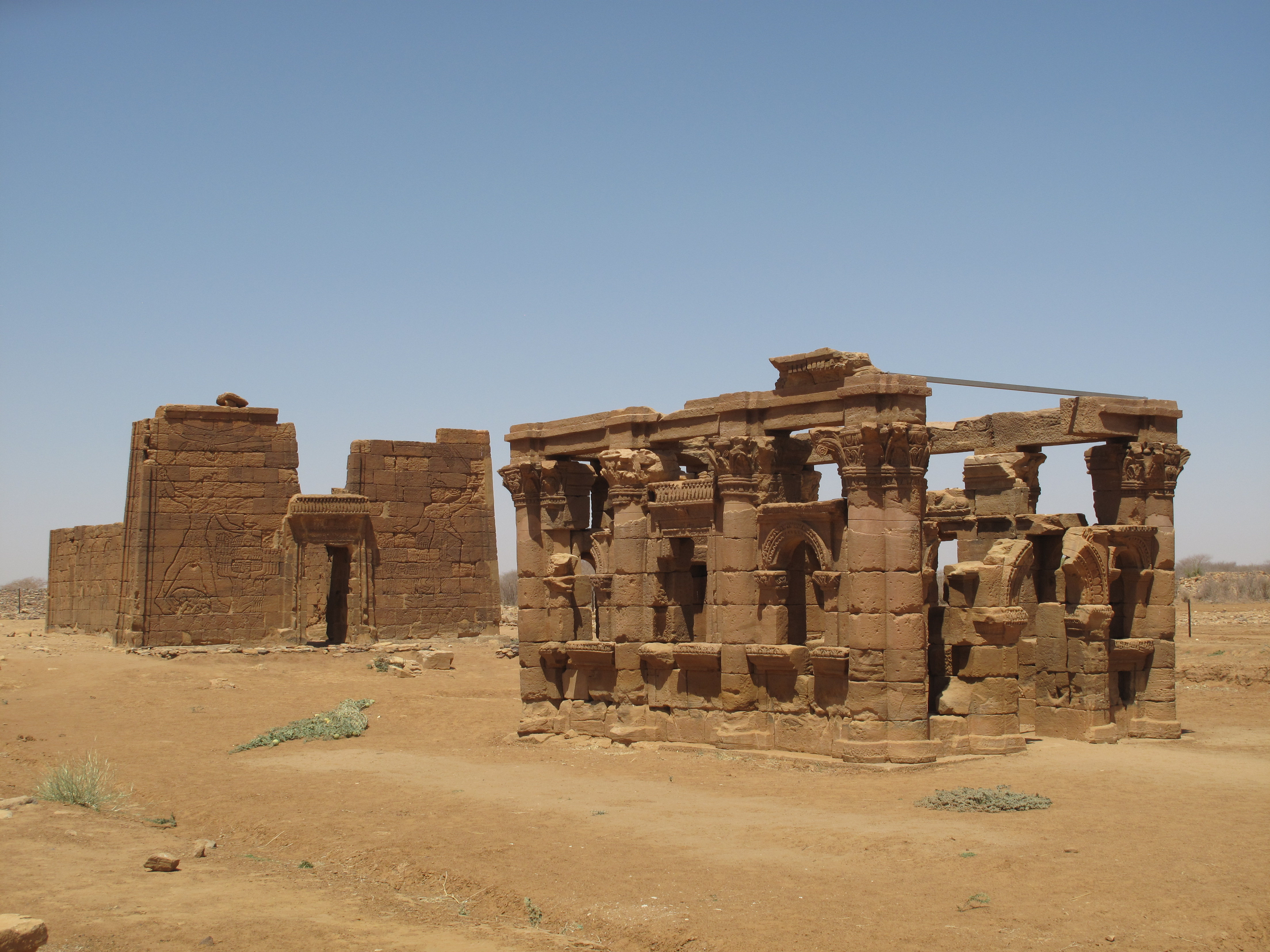
Chiosco romano del tempio di Apedemak a Naqa
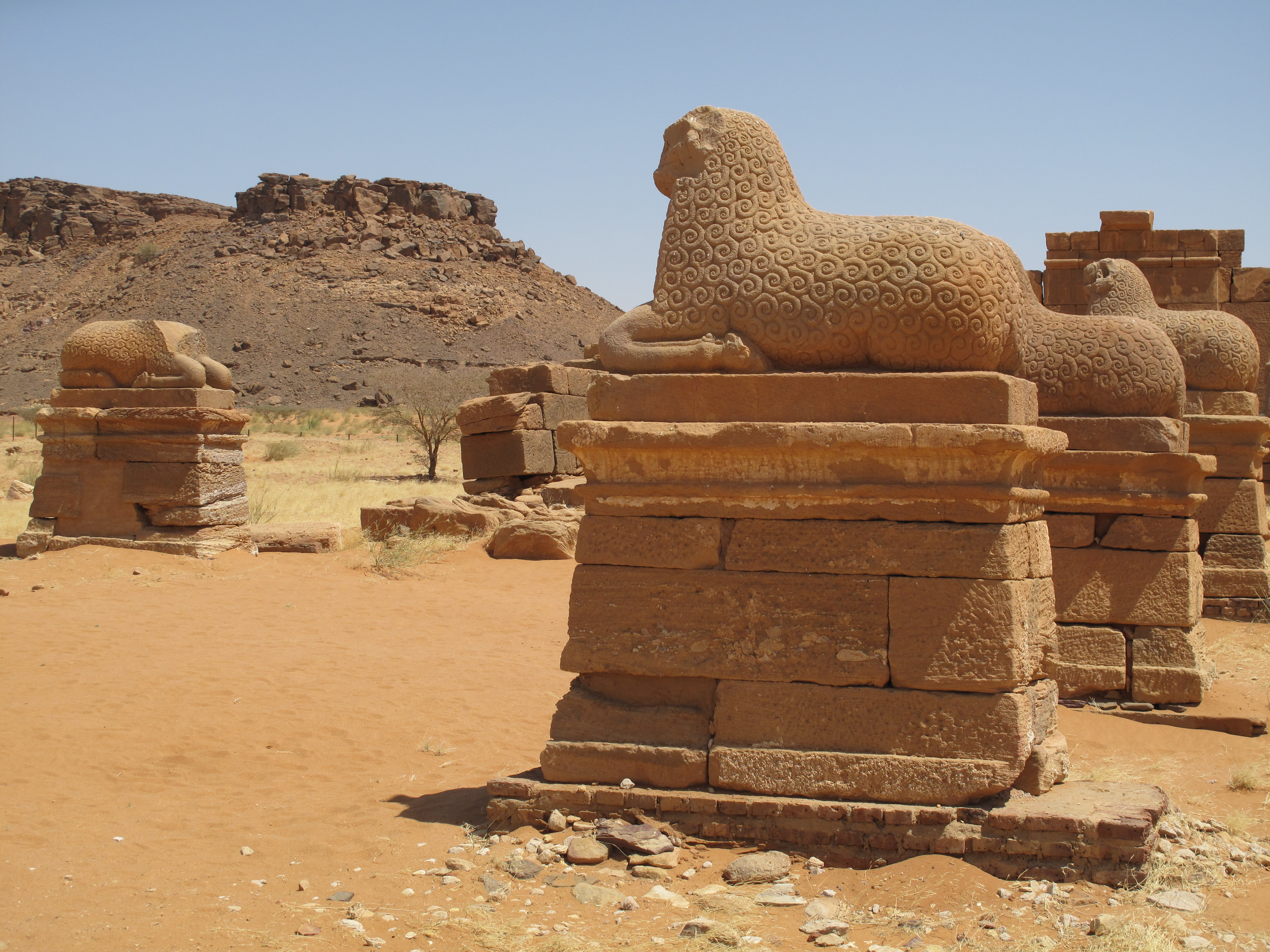
Colonnato con arieti del tempio di Amon-Ra a Naqa

## Patrimonio mondiale dell'umanità
Nel giugno 2011, i siti archeologici di Meroe sono stati elencati dall'UNESCO come siti del patrimonio mondiale.

### Esplicative
1. ↑  Il medesimo episodio, con scarse variazioni, è anche riportato nel Sefer Ha-Yashar, Tel-Aviv ca. 1965, pp. 192–195 (Hebrew) e nel Shalshelet Ha-Kabbalah di Gedaliah ibn Yahya, Gerusalemme 1962, pp. 22 e 31; Pseudo-Jonathan (1974), the Aramaic Targum of pseudo-Jonathan ben Uziel, ed. a cura di Ginsburger M, 2. ed., Gerusalemme 1974, p. 248.
2. ↑  CIL III, 83. This inscription was subsequently published by Lepsius, who brought the stone back to Berlin. Although thought lost, it was recently rediscovered in the Skulpturensammlung und Museum für Byzantinische Kunst of the Staatliche Museen in Berlin.

### Bibliografiche
1. ↑  Voce dell'Enciclopedia Treccani
2. 1 2   whc.unesco.org,  https://whc.unesco.org/en/list/1336.
3. ↑   Copia archiviata, su ancientsudan.org. URL consultato il 19 settembre 2020 (archiviato dall'url originale il 9 ottobre 2018).
4. 1 2   Giuseppe Flavio, Antichità giudaiche. 2: 243.
5. 1 2 3 4 5 6   Edwards DN, Meroe and the Sudanic Kingdoms, in The Journal of African History, vol. 39, n. 2, 1998,  pp. 175-193, DOI:10.1017/S0021853797007172.
6. ↑   László Török, The Kingdom of Kush: Handbook of the Napatan-Meroitic Civilization, collana Handbuch der Orientalistik. Erste Abteilung, Nahe und der Mittlere Osten, vol. 31, Leiden, Brill, 1997, ISBN 90-04-10448-8.
7. ↑   Festus Ugboaja Ohaegbulam, Towards an understanding of the African experience from historical and contemporary perspectives, University Press of America, 1º ottobre 1990,  p. 66, ISBN 978-0-8191-7941-8.
8. 1 2 3 4  Dunham D, Notes on the History of Kush 850 B. C.-A. D. 350, in American Journal of Archaeology, v. 50, n. 3 (luglio-settembre 1946), pp. 378–388.
9. ↑   Erodoto, Herodotus. Translated by J. Enoch Powell, traduzione di Enoch Powell, Oxford, Clarendon Press, 1949,  pp. 121-122.
10. ↑   Graham Connah, African Civilizations: Precolonial Cities and States in Tropical Africa: An Archaeological Perspective, Cambridge University Press, 1987,  p. 24, ISBN 978-0-521-26666-6.
11. ↑  George AR, The Pyramids of Meroë and the Candaces of Ethiopia, Museum of Fine Arts Bulletin, Vol. 21, No. 124 (Apr., 1923), pp. 11–27
12. ↑   Copia archiviata, su britishmuseum.org, 1999. URL consultato il 19 settembre 2020 (archiviato dall'url originale il 10 febbraio 2008).
13. 1 2   L.P. Kirwan, Rome beyond The Southern Egyptian Frontier, in The Geographical Journal, vol. 123, n. 1, Royal Geographical Society, with the Institute of British Geographers, 1957,  pp. 13-19, DOI:10.2307/1790717.
14. ↑   bbc.co.uk,  http://www.bbc.co.uk/worldservice/africa/features/storyofafrica/3chapter4.shtml.
15. ↑   Stuart C. Munro-Hay, Aksum: An African Civilisation of Late Antiquity, Edinburgh University Press, 1991,  pp. 79, 224, ISBN 978-0-7486-0106-6.
16. 1 2   A.A. Hakem, I. Hrbek e J. Vercoutter, The Civilization of Napata and Meroe, in Mokhtar (a cura di), Ancient Civilizations of Africa, collana General History of Africa, II, Paris/London/Berkeley, CA, UNESCO/Heinemann/University of California Press, 1981,  pp. 298–325, esp. 312f, ISBN 0-435-94805-9.
17. ↑   Berney (a cura di), International Dictionary of Historic Places, Vol. 4: Middle East and Africa, Fitzroy Dearborn, 1996,  p. 506, ISBN 978-1-884964-03-9.
18. ↑   William Yewdale Adams, Nubia: Corridor to Africa, Princeton University Press, 1977,  p. 302, ISBN 978-0-691-09370-3.
19. ↑   Steven Roger Fischer, History of Writing, Reaktion Books, 2004,  pp. 133-134, ISBN 1-86189-588-7.
20. ↑   digitalegypt.ucl.ac.uk,  http://www.digitalegypt.ucl.ac.uk/nubia/mwriting.html.
21. ↑   Kirsty Rowan, Meroitic Consonant and Vowel Patterning, in Lingua Aegytia, vol. 19, n. 19, 2011,  pp. 115-124.
22. ↑   Kirsty Rowan, Meroitic – An Afroasiatic Language? (PDF), in SOAS Working Papers in Linguistics, n. 14, 2006,  pp. 169–206. URL consultato il 19 settembre 2020 (archiviato dall'url originale il 27 dicembre 2015).
23. ↑   Claude Rilly e Alex de Voogt, The Meroitic Language and Writing System, Cambridge University Press, 2012,  p. 6, ISBN 978-1-107-00866-3.
24. ↑   ddl.ish-lyon.cnrs.fr,  http://www.ddl.ish-lyon.cnrs.fr/projets/clhass/PageWeb/ressources/Isolats/Meroitic%20Rilly%202004.pdf. URL consultato il 24 dicembre 2014.
25. 1 2 3   David Samuel Margoliouth, Meroë, in Chisholm (a cura di), Encyclopaedia Britannica, 11th, Chicago, Illinois, Encyclopedia Britannica, Inc., 1911.
26. ↑   E. A. Wallis Budge, The Egyptian Sudan, its history and monuments, vol. 2, 1st, London, Kegan, Paul, Trench, Trübner & Co, 1907.